# Llucareta
La llucareta o lluquereta europea o simplement llucareta/lluquereta, verderol de carrasca o verderolet (Carduelis citrinella) és una espècie d'ocell de l'ordre dels passeriformes. En els Països Catalans té un patró de distribució biogeogràfica atípic.

## Morfologia
- Pel disseny del cos i la forma del bec, és més semblant a un passerell que no pas a un gafarró, mostrant-se més esvelt que aquest darrer.
- El dimorfisme sexual no és gaire acusat vist a distància, però de prop es pot veure que en el dors i el pit de la femella domina el color gris. El mascle en general és molt més verd. Els joves presenten una lliurea semblant a la del gafarró, mostrant el plomatge ratllat típic dels joves fringíl·lids.
- La veu és molt característica, igual que el reclam de vol, que es pot qualificar de metàl·lic i que és difícil de confondre.

## Reproducció

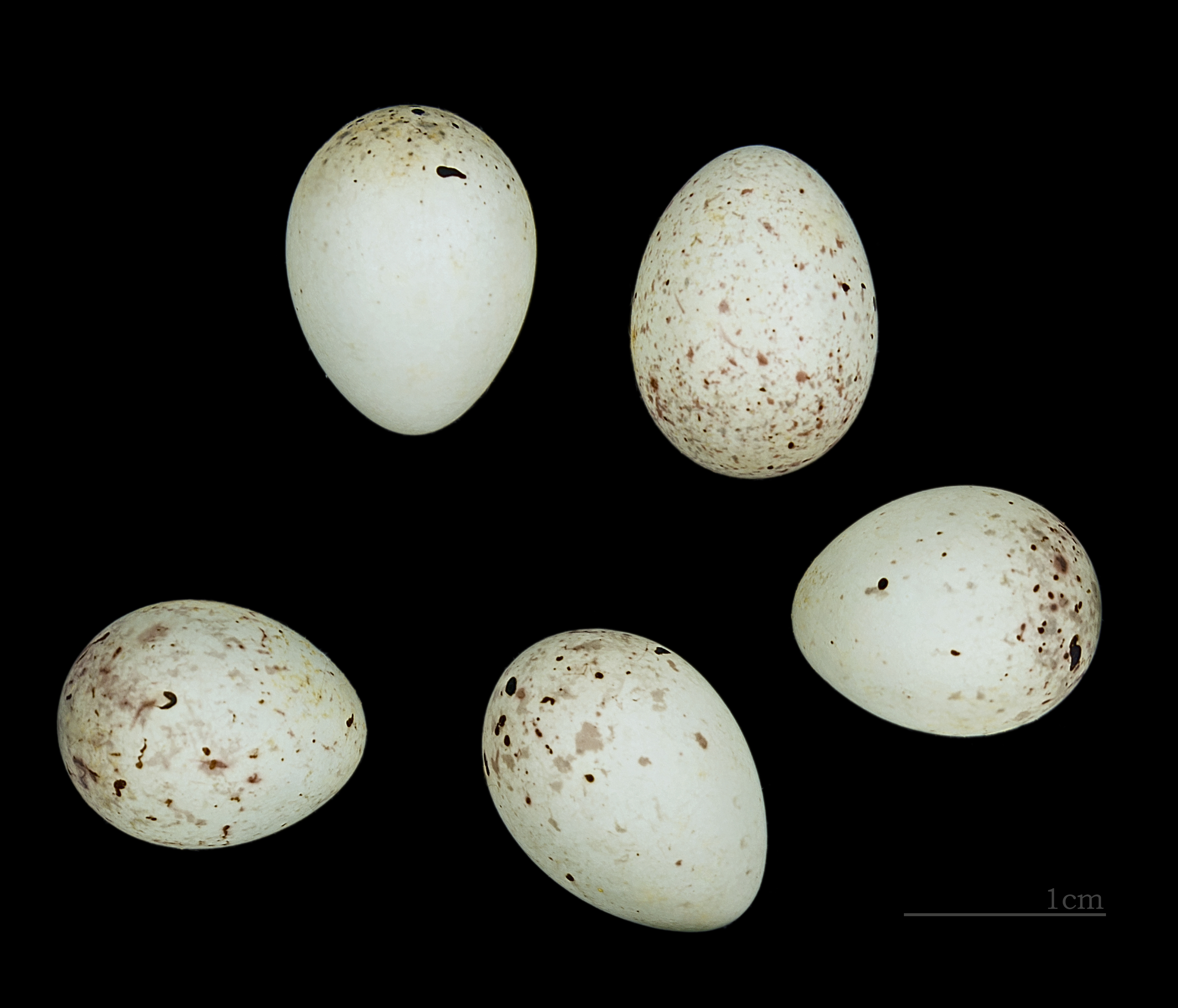
Carduelis citrinella

Efectua la cria en petites colònies. Poden fer més d'una cria (això sembla que pot estar relacionat amb la fructificació del pi negre). Tingut sempre com un ocell subalpí, també se l'ha trobat niant en els boscos de coníferes submediterranis de la terra baixa, desenvolupant un mecanisme de cria oportunista lligada a la producció de llavors dels pins montans (pinassa i pi roig). Els joves nascuts a les àrees submediterrànies en la cria vernal pugent tot seguit a la zona subalpina de les properes muntanyes, tot acompanyant els adults, els quals presumiblement tornaran a reproduir-se aprofitant els recursos que llavors estan a l'abast en aquelles àrees pirinenques.

## Alimentació
S'alimenta molt de plantes herbàcies dels prats i de plantes ruderals.

## Hàbitat
Es tracta d'un ocell oròfil, restringit als massissos del sud-oest del paleàrtic, on mostra una distribució discontínua. Els seus parents més propers viuen a l'Àfrica.
Ocupa principalment els boscos laxos o esclarits de les àrees de coníferes altimontanes o subalpines, on també sovintegen els prats, incloent-hi els boscos de pi negre, les avetoses i els boscos de pi roig. En aquestes serres és un ocell endèmic, tractant-se doncs, d'un dels pocs ocells típicament i exclusivament europeus.

## Distribució geogràfica
- Nadiu: Andorra, Àustria, Txèquia, França, Alemanya, Itàlia, Liechtenstein, Macedònia, Montenegro, la península Ibèrica, Sèrbia, Eslovàquia, Eslovènia i Suïssa.
- Itinerant: Bèlgica i Polònia.[4]

## Costums
Generalment defuig les àrees muntanyenques a l'hivern, principalment si aquestes estan innivades. Davalla a la plana, des d'on probablement pot arribar a la costa, on a vegades és capturat.
Forma estols hivernals, generalment monoespecífics, que passen força desapercebuts i resulten difícils de localitzar. A Catalunya s'han capturat verderolets migradors de Suïssa.
És freqüent també de veure llucaretes barrejades amb caderneres, gafarrons i passerells.
A l'hivern sovinteja erms i brolles on no acostumen a fer-ho els altres fringíl·lids.